# Меніппея
Меніппе́я — вид серйозно-сміхового жанру. Термін вперше введений М. М. Бахтіним в «Проблемах поетики Достоєвського» як узагальнення античного жанру меніппова сатира. Але часто ці утямки ототожнюють.
За М. М. Бахтіним меніппея, на відміну від меніппової сатири, охоплює літературні явища різних епох: це новели Відродження, середньовічні сатири і філософські повісті. Риси меніппеї є в давньоруському блазенстві, сатирах XVII—XVIII століть. М. М. Бахтін визначає чотирнадцять конкретних ознак меніппеї. Меніппова сатира античних романів Петронія і Апулея розвивається в романах Франсуа Рабла і Джонатана Свіфта. Елементи меніппеї простежуються в літературі XX століття (Томас Манн, М. О. Булгаков).
Навколо утямку меніппеї ведеться постійна полеміка серед літературознавців та філологів.